# Пулковка
Иногда Пулковкой в обиходе называют Пулковское шоссе
Пу́лковка — небольшая река в южных пригородах Санкт-Петербурга, правый приток Волковки.
Имеет исток на Пулковских высотах, в районе Волхонского шоссе. Пересекает Петербургское шоссе недалеко от соединения его с Пулковским шоссе. В нижнем течении проходит вдоль Лужского направления Октябрьской железной дороги и впадает в Волковку в районе железнодорожной станции Шоссейная.
На территории исторического района Пулковское в 1951 году на реке Пулковке построили дамбу, образовавшую Пулковское водохранилище для орошения полей. Рядом, на правом берегу реки расположен конгрессно-выставочный центр Экспофорум.
По берегам Пулковки расположены древние заброшенные кладбища.
До середины XX в. в долине реки были примечательные геологические разрезы. Разрезы представляли собой уникальные обнажения по вскрытому в них стратиграфическому интервалу в объёме от нижнего кембрия до среднего ордовика. Из описываемых отложений была собрана обширная коллекция раннепалеозойских морских беспозвоночных: брахиопод, цистоидей, больбопоритосов, пелеципод, гастропод. В середине XX в. обнажения р. Пулковки оказались утраченными в результате оползневых процессов и организации водохранилища.
В прессу упоминание Пулковки попало в 2009 году в связи с подозрением о загрязнении её сточными водами Пулковской обсерватории.